# Siham Loukili
Pour les articles homonymes, voir Loukili.
Siham Loukili, née le 19 mai 1997, est une coureuse cycliste marocaine.

## Palmarès sur piste

### Championnats d'Afrique
- Casablanca 2018
  -  Médaillée d'argent de la poursuite par équipes

## Palmarès sur route
- 2016
  - 3e du championnat du Maroc du contre-la-montre